# Łabski Szczyt
Łabski Szczyt o Violík (en polaco y checo)(del alemán: Veilchenstein) es un pico montañoso localizado en el oeste de las montañas de los Gigantes en la frontera polaco-checa. El nacimiento del río Elba (Labe), uno de los mayores ríos europeos, está situado en la ladera sur de la montaña (República Checa).

## Situación
Al mismo nivel, el pico se encuentra entre el Szrenica (separados entre sí por el Mokra Pass) y el Śnieżne Kotły, el siguiente pico hacia el este es el Wielki Szyszak. La totalidad de la cima está en el lado polaco.

## Turismo
La ruta de la amistad polaco-checa (en checo: Cesta česko-polského přátelství, en polaco: Droga Przyjaźni Polsko-Czeskiej) cruza la cima. Hay dos refugios de montaña cercanos: el polaco Schronisko pod Łabskim Szczytem y el checo Labská Bouda - un moderno bloque de hormigón de ocho plantas, terminado en 1975, clara representación de la arquitectura brutalista.